# آگنیسکا وینچو
آگنیسکا وینچو (انگلیسی: Agnieszka Winczo؛ زادهٔ ۲۴ اوت ۱۹۸۴) بازیکن فوتبال اهل لهستان است.

وی همچنین در تیم ملی فوتبال زنان لهستان بازی کرده‌است.